# لامی‌زیرواره

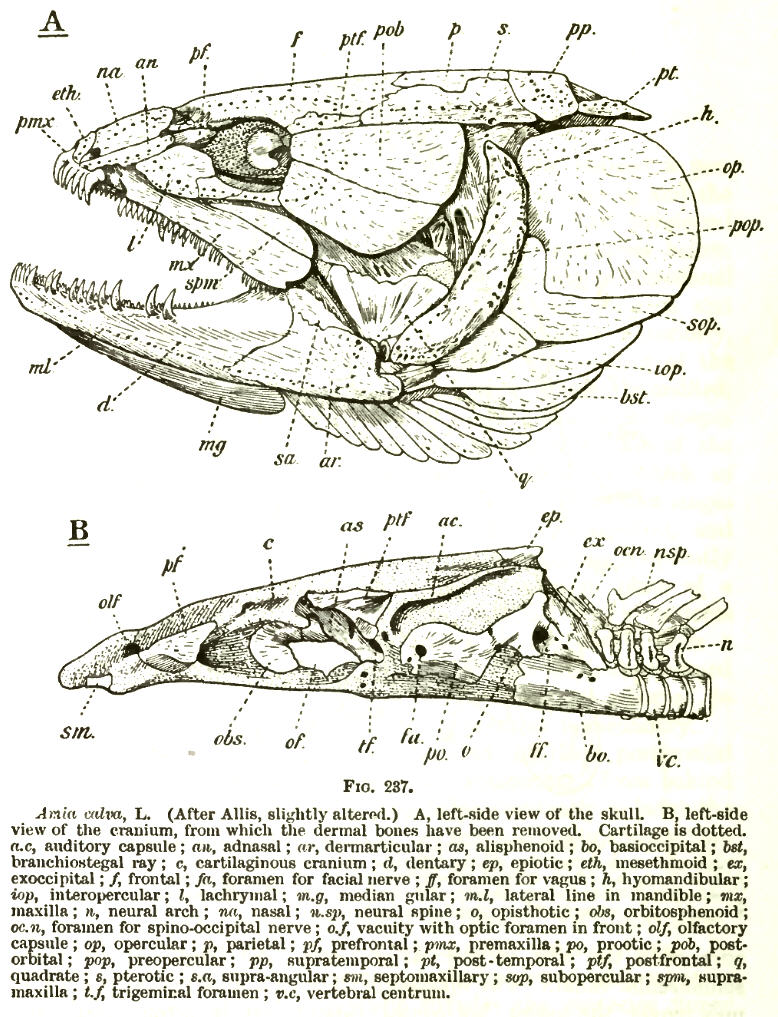
استخوان‌های سر یک کمان‌باله. بخش لامی‌زیرواره در بالا با حرف h نشان داده شده است.

لامی‌زیرواره (انگلیسی: Hyomandibula) یا آرواره زیرین لامی‌شکل، نام مجموعه‌ای از استخوان‌ها است که در ناحیه استخوان لامی بیشتر ماهی‌ها وجود دارد. استخوان‌های لامی‌زیرواره معمولاً در آویزان نگاه داشتن آرواره یا قسمت برپوش (تنها در پیوسته‌دهانان) نقش دارند. باور دانشمندان بر این است مجموعه لامی‌زیرواره همان است که بعدها در چهاراندامان (حیوانات خشکی) تبدیل به ستونک (columella) و در انسان تبدیل به استخوان رکابی گوش میانی شده است.